# Romain Poite
Romain Poite (Rochefort, 14 settembre 1975) è un arbitro di rugby a 15 francese, internazionale dal 2007.

## Biografia
In gioventù Poite fu rugbista in più o meno tutti i ruoli del pacchetto avanzato della mischia, e giocò a Castres, Graulhet e Cagnac prima di arruolarsi in polizia e intraprendere, nel 1994, la carriera arbitrale.
Il suo primo incontro ufficiale fu nelle divisioni inferiori nel 2000, mentre il suo esordio nel Top 14 avvenne il 23 marzo 2004 in occasione di un Perpignano - Grenoble.
Stabilitosi nel Midi-Pirenei, alla cui sezione arbitrale è ascritto e ove lavora come funzionario di polizia, Poite divenne professionista nel 2007, anno del suo debutto in Coppa del Mondo, nell'edizione francese, nella quale esordì come giudice di linea durante Irlanda - Namibia a Bordeaux.
Come arbitro internazionale invece esordì a Dublino nel corso del Sei Nazioni 2010 in occasione dell'incontro tra Irlanda e Italia; un anno più tardi diresse la finale di Heineken Cup 2010-11 tra Leinster e Northampton e fu selezionato nel panel dei direttori di gara alla Coppa del Mondo di rugby 2011 in Nuova Zelanda; il suo primo incontro in tale competizione fu Inghilterra - Romania nella fase a gironi; fu anche giudice di linea nel corso della finale per il terzo posto tra Australia e Galles.
Eletto miglior arbitro del Top 14 per due stagioni consecutive (2010-11 e 2011-12), Poite ha arbitrato anche nell'Emisfero Sud durante il Rugby Championship 2012, esordendo in tale competizione a Wellington in occasione di Nuova Zelanda - Argentina 21-5.